# Retreat Hills
Retreat Hills är en kulle i Antarktis. Den ligger i Östantarktis. Nya Zeeland gör anspråk på området. Toppen på Retreat Hills är 2 722 meter över havet.
Terrängen runt Retreat Hills är platt åt sydost, men åt nordväst är den kuperad. Trakten är obefolkad. Det finns inga samhällen i närheten.